# Koldewey-Station

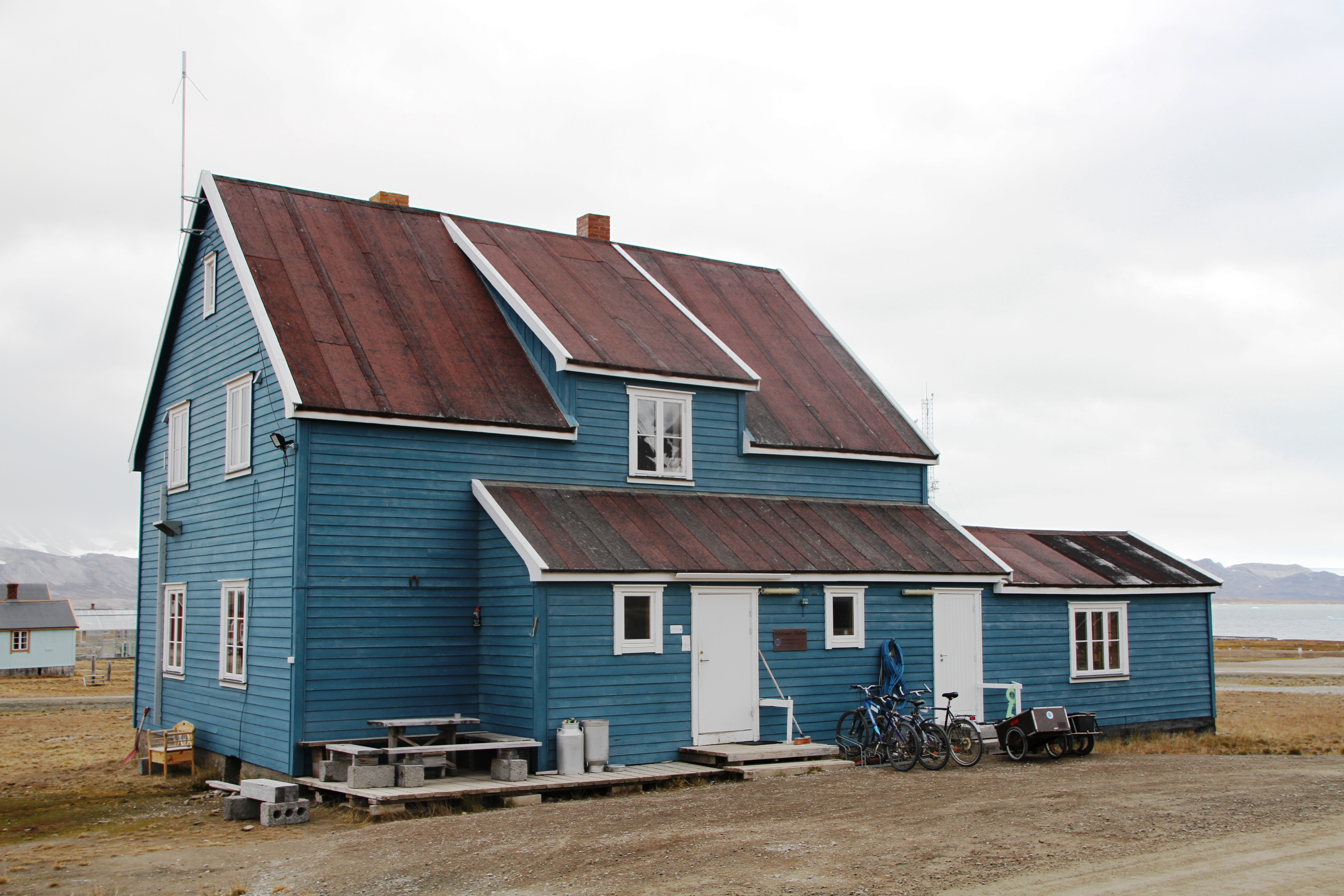
Das zentrale Gebäude der Koldewey-Station

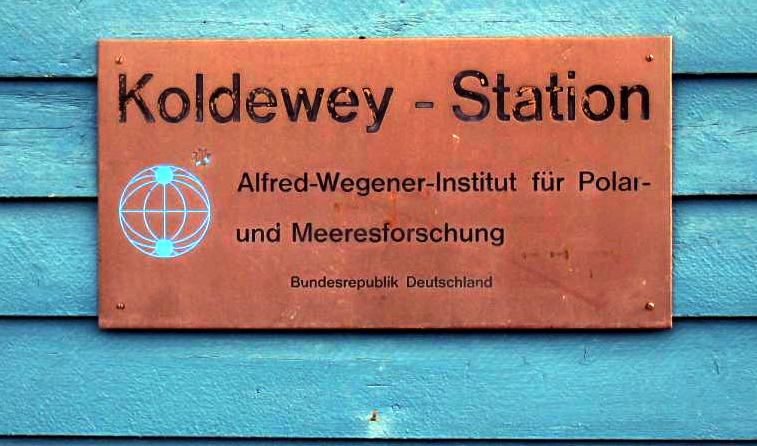
Schild der Koldewey-Station

Die Koldewey-Station ist eine im August 1991 eingeweihte deutsche Forschungsstation auf Spitzbergen. Die Station liegt in Ny-Ålesund am Königsfjord. Sie besteht aus mehreren Gebäuden.
Die Station ist nach Carl Koldewey, dem Leiter der Ersten und Zweiten Deutschen Nordpolar-Expedition der Jahre 1868 und 1869/70, benannt. Seit 2003 ist sie Bestandteil der deutsch-französischen AWIPEV-Forschungsbasis. Die Koldewey-Station wird vom Alfred-Wegener-Institut (AWI), Helmholtz-Zentrum für Polar- und Meeresforschung, der französische Teil der Basis vom Französischen Polarinstitut Paul Émile Victor (IPEV) koordiniert. AWIPEV umfasst die Gebäude der Stationen Koldewey und Rabot sowie das Camp Corbel.
Die Station ist für Forschungen im Bereich Biologie, Chemie, Geophysik und Atmosphärenphysik ausgelegt.
Seit 1992 werden an der Koldewey-Station Messungen im Rahmen des Networks for the Detection of Stratospheric Change (NDSC, heute NDACC, Network for the Detection of Atmospheric Composition Change) durchgeführt, das für die Erfassung von Veränderungen in der Stratosphäre zuständig ist. Zusammen mit Eureka und Thule bildet die Koldewey-Station den primären NDACC-Standort für die Arktis.
2013 erhielt die Station als erste meteorologische Einrichtung weltweit das Qualitätssiegel des internationalen Klimadatennetzwerks GRUAN (GCOS Reference Upper Air Network).
2023 feierte man das 20-jährige Jubiläum zur deutsch-französischen Zusammenarbeit in der französischen Botschaft in Berlin.
2024 besuchte Bundesforschungsministerin Bettina Stark-Watzinger zusammen mit einer deutsch-französisch-norwegischen Delegation die Station.